# Мусаши (кораб)
Вижте пояснителната страница за други значения на Мусаши.
Мусаши (на японски: 武蔵, на английски: Musashi) е линеен кораб на Императорския флот на Япония. Втори и последен линеен кораб от типа „Ямато“.
Наречен е в чест на провинцията Мусаши, Япония. С неговия сестрин кораб „Ямато“ са представителите на най-големия и най-тежко въоръжения тип линейни кораби, построени някога. Потопен е след интензивни въздушни атаки на 24 октомври 1944 година по време на втората битка във Филипинско море.

## История на строителството
През юни 1937 година на компанията на Мицубиши, с директор Кенсуке Уатанабе и корабостроителния инженер Кумао Баба, е дадена поръчката за построяването на един линеен кораб от новата серия „Ямато“. Разширението на елинг номер 2 подтиква военноморските изпълнители да дадат доходоносния договор на корабостроителниците в Нагасаки. Рамкови кранове с товароносимост от 150 до 350 метрични тона са построени специално за случая. Корабът е построен във възможно най-голяма тайна, на стротелната площадка са издигнати огромни паравани прикриващи конструкцията от американските наблюдатели в залива. „Мусаши“ е заложен на 29 март 1938 г. Корабът е завършен за 18 месеца, като е спуснат на вода на 1 ноември 1940 година, след като по желание на Флота бронята на 15,5-cm оръдейни кули е засилена и е инсталирано допълнително комуникационно оборудване. Корабът влиза в състава на флота на 5 август 1942 г.

## История на службата
.
След влизането си в състава на флота, на 5 август 1942 година, корабът отплава за островите Чуюк, където адмирал Исороку Ямамото го назначава за флагмански кораб на Обединения флот. След като Ямамото е убит на 18 април 1943 година при специална операция на американските военновъздушни сили, по време на кампанията при Соломоновите острови, тленните му останки са върнати в Япония на борда на „Мусаши“. През май 1943 г. е включен в състава на съединението, предназначено за противодействие на Алеутската десантна операция на флота на САЩ, но японците се забавят с разгръщането на своите сили, и операцията, в крайна сметка, се налага да бъде отменена. Корабът се завръща в Чуюк на 5 август 1943 г. и остава там до 10 февруари 1944 година. Единствените му действия през това време са плаване до Маршаловите острови, при което не среща американски сили. На 29 март 1944 г., отплавайки от Чуюк „Мусаши“ успешно се отклонява от атаките на американската палубна авиация, но получава попадение от торпедо в носовата част, което е изстреляно от американската подводница „Тъни“. Корабът приема 3000 тона вода, жертвите сред екипажа са 18 души и се връща в Япония за ремонт и модернизация на противовъздушната отбрана. Ремонтът е проведен в Куре до конца април. На 19 – 23 юни „Мусаши“, заедно с „Ямато“, участва в сражението във Филипинско море, но не постига никакви резултати.

## Гибел
През октомври 1944 г. японските суперлинкори, най-накрая, са пуснати в сериозно сражение. Американците започват десанта си на Филипините, и в случай на успех на операцията могат да разрушат японския отбранителен периметър и да отрежат Япония от основни източници на суровини и нефт. Залогът е прекалено висок, и японското командване взема решение за провеждането на генерално сражение. Съставения от тях план „Шо-Го“ („Победа“) е посредствено достижение в оперативното изкуство. Тъй като авионосните сили на Императорския флот, към това време, достигат упадък, главната роля е дадена на големите артилерийски кораби.
Северната група, включваща малкото боеспособни самолетоносачи, трябва да изиграе ролята на примамка за 38-о оперативно съединение – главната ударна сила на американския флот. Основният удар по десантните съдове трябва да нанесе 1-во диверсионно съединение на вицеадмирал Курита. В неговия състав влизат 5 линкора, включая „Ямато“ и „Мусаши“, 10 тежки и 2 леки крайцера, 15 разрушителя. Съединението трябва през нощта да преодолее пролива Сан Бернардино и сутринта да атакува десантните съдове при остров Лейте. Поддръжка му оказва по-слабото по сили 2-ро диверсионно съединение на вицеадмирал Нишимура, плаващо в пролива Суригао.

### Битката в морето Сибуян
На 22 октомври 1-во диверсионно съединение излиза в морето и още на следващия ден е атакувано от американските подводкици, които потопяват два тежки крайцера. Сутринта на 24 октомври, кодато съединението на Курита се намира в морето Сибуян, започват масирани атаки на американската палубна авиация. По силата на случайни съвпадения основните удари на американците са насочени срещу „Мусаши“. В течение на първите три часа линкорът получава не по-малко от три торпедни и ред бомбови попадения. Първо в 10:27 от 8 пикиращи бомбардировачи SB2C Helldiver от „Интрепид, въоръжени с 227-килограмови бомби. Вълна след вълна от американските самолетоносачи „Интрепид“, „Есекс“, „Франклин“ и „Лексингтън“ успяват да ударят кораба 17 пъти с бомби и 20 с торпеда, и 18 близки разриви. Основните поражения за кораба са по време на атаката на „въздушна група 15“. Единствено в тази битка „Мусаши“ използва специалните зенитни снаряди Модел 13. Кренът на кораба е изправен чрез контранаводняване, но той вече е приел прекалено много вода, има голям диферент към носа и постепенно губи скорост. Макар след 16 часа атаките да приключват, наводняването на вътрешните помещения на линкора излиза из под контрол. Вицеадмирал Курита, виждайки отчаяното положение на „Мусаши“, му заповядва да се изхвърли на брега. Но не успяват да изпълнят заповедта – в 19.36 линкорът се преобръща и потъва. Всичко „Мусаши“ получава попадения от 11 – 19 торпеда и 10 – 17 авиобомби. Загиват 1023 члена на екипажа, включая неговия командир – контраадмирал Иногучи, който избира да загине заедно със своя кораб. Загубите на американците съставят 18 самолета от 259 участващи в атаките. 1376 души са спасени от разрушителите „Кийошимо“ и „Шимаказе“. Еднотипният „Ямато“ също е подложен на бомбардировка и получава няколко бомбови попадения, но те не са ефективни и не повлияват на боеспособността и ходовите качества на кораба.

## Командири на кораба
| Ранг                                           | Име              | Служба                            | Бележки                                                                                                |
| ---------------------------------------------- | ---------------- | --------------------------------- | --- |
| Главен офицер по снабдяването Капитан 1-и ранг | Каору Арима      | 15 септември 1941 – 5 август 1942 | |
| Капитан / КАДМ                                 | Каору Арима      | 5 август 1942 – 9 юни 1943        | Повишен в контраадмирал на 1 ноември 1942.                                                             |
| Капитан / КАДМ                                 | Кейзо Комура     | 19 юни 1943 – 7 декември 1943     | Повишен в контраадмирал на 1 ноември 1943.                                                             |
| Капитан / КАДМ                                 | Бенджи Асакура   | 7 декември 1943 – 12 август 1944  | Повишен в контраадмирал на 1 май 1943.                                                                 |
| Капитан / КАДМ / ВАДМ*                         | Тошихира Иногучи | 12 август 1944 – 24 октомври 1944 | Убит по време на битка;Повишен в контраадмирал на 15 октомври 1944,* посмъртно повишен на вицеадмирал. |

## Откриване на останките
Потъналият линкор е открит на 2 март 2015 г., за което на 4 март същата година съобщава на своята страница в Twitter Пол Алън. Обломките на кораба са открити от експедицията, организирана със средства на Пол Алън и базираща се на принадлежащия му научноизследователски съд „Octopus“ (изследванията с цел откриване на потъналия линкор започват още през 2007 г.). Останките на линкора се намират на дълбочина около 1000 метра в морето Сибуян близо до Висайските острови от Филипинския архипелаг (13°6'58"N 122°31'57"E). Обследването на останките с помощта на дистанционно управляеми устройства (Bluefin-12S Unmanned Underwater Vehicle) показва, че те представляват няколко големи и множество малки фрагмента (макар корабът да потъва цял, видимо вече след потопяването има детонация, поне на единия от погребите на оръдията на главния калибър). Носовата част на корпуса (до барбета на предната кула на оръдията на главния калибър) лежи на равен кил и е напълно отделена от лежащата нагоре с кила основна част на корпуса. Предната надстройка и комина лежат отделно. На сайта на Пол Алън има видеозапис, в който са показани основните събития от експедицията за откриване на останките на кораба.
След съобщението за откриване на останките, властите на Филипините заявяват, че те не са предварително информирани както за провежданите от експедицията на Алън издирвателни работи, така и въобще за присъствието на „Octopus“ във филипински териториални води. От страна на филипинските власти към Алън са насочени претенции по повод липсата на каквито и да е съгласувания и координация с тях при организирането и провеждането на издирвателната експедиция.
Съгласно филипинското законодателство останките на линкора „Musashi“ се явяват археологичен паметник и подлежат на охрана (всякаква дейност на мястото на крушението, без разрешение от филипинското правителство, е забранена).